# Тохвер, Тоомас
Тоомас Тохвер (эст. Toomas Tohver; 24 апреля 1973, Пярну) — эстонский футболист, вратарь. Выступал за национальную сборную Эстонии.

## Биография

### Клубная карьера
Начал заниматься футболом в детских командах города Пярну. В 1989—1990 годах выступал в чемпионате Эстонской ССР за «Рыбокомбинат» из Пярну, в 1991 году перешёл во «Флору».
На профессиональном уровне дебютировал в первом независимом чемпионате Эстонии, в 1992 году в составе таллинской «Флоры». Играл за таллинский клуб около 10 лет, сыграл более 100 матчей и стал неоднократным чемпионом и призёром чемпионата страны. В середине 1990-х годов потерял место в основном составе клуба и несколько раз отдавался в аренду в эстонские клубы высшего и первого дивизионов, а в 1997 году играл в Швеции за «Висбю Гуте». После возвращения из Швеции вернулся в основу «Флоры».
В 2001 году снова уехал за границу, в норвежский «Хёнефосс», однако там не смог стать игроком основного состава, сыграв за четыре сезона только пять матчей. Дебютный матч в первом дивизионе Норвегии сыграл 24 мая 2001 года против «Орн-Хортена» (3:3). В 2005—2006 годах выступал в Норвегии за клуб «Трёгстад-Бостад», игравший в одном из низших дивизионов.
В 2007 году вернулся в Эстонию и выступал за аутсайдера высшей лиги «Тулевик». В середине 2008 года перешёл в клуб первой лиги «Флора» (Раквере), где провёл полгода, после чего завершил профессиональную карьеру. С 2009 года выступал на любительском уровне за клуб «Ээсти Коондис» (позднее переименованный в «Ретро»), иногда выходил на позиции полевого игрока и забил несколько голов.
Также выступал в мини-футболе, в 2010 году стал чемпионом Эстонии.

### Карьера в сборной
Сыграл 14 матчей за молодёжную сборную Эстонии.
Дебютировал в национальной сборной Эстонии 29 июля 1994 года в матче против Литвы (0:3), отыграв первый тайм и пропустив два гола. Из-за неудачных выступлений сборной в 1994—1995 годах вратарю приходилось пропускать много голов, трижды в этот период его команда терпела поражения со счётом 0:7. Свой первый «сухой» матч вратарь провёл только в восьмой игре, 27 ноября 1997 года против Филиппин (1:0). Последний матч за сборную голкипер сыграл 16 августа 2000 года против Андорры.
Всего за сборную Эстонии в 1994—2000 годах сыграл 24 матча и пропустил 52 гола. Только один матч вратарь провёл в рамках отборочного турнира чемпионата мира, ещё пять матчей в рамках Кубка Балтии, остальные — товарищеские.

## Достижения
- Чемпион Эстонии (4): 1993/94, 1994/95, 1997/98, 1998
- Серебряный призёр чемпионата Эстонии (2): 1992/93, 2000
- Бронзовый призёр чемпионата Эстонии (1): 1999
- Обладатель Кубка Эстонии (2): 1995, 1998
- Обладатель Суперкубка Эстонии (1): 1998
- Чемпион Эстонии по мини-футболу: 2010